# Vlora slott

Vlora slott är ett slott i Vlora, byggt 1531 av sultanen Süleyman I för att försvara staden mot Venedig. På platsen ligger nu Flamurtari Stadium.